# Дефановка
Дефа́новка — село в Туапсинском районе Краснодарского края. Входит в состав Джубгского городского поселения.

## География
Расположено при впадении речки Дефань в Шапсухо, в 14 км к северо-востоку от центра поселения — посёлка Джубги, в горно-лесной зоне. Через село проходит автотрасса М4. 

## История
Станица Дефанская основана в составе Шапсугского берегового батальона в 1864 году. После ликвидации Шапсугского батальона в 1870 году — деревня Дефановская. В 1905 году 122 двора русских поселян.

## Население
| 1989 | 1999  | 2002  | 2010  |
| ---- | ----- | ----- | ----- |
| 1817 | ↗2043 | ↘1989 | ↘1871 |

## Топографические карты
- Лист карты L-37-126 Архипо-осиповка. Масштаб: 1 : 100 000. Состояние местности на 1979 год. Издание 1984 г.